# Laguna de Colta
La laguna de Colta está ubicada en el Cantón Colta de la provincia de Chimborazo, dentro de la sierra centro ecuatoriana. Tiene una extensión aproximada de 275 hectáreas. En su interior hay diversas especies de aves nativas y gran variedad de peces multicolores.
Se halla a 19 km de Riobamba, capital de la provincia de Chimborazo, y forma parte importante de la cultura Puruhá.

## Toponimia
La cultura Puruhá conoce a esta laguna con el nombre de «Kulta Kucha», expresado en su idioma como «Laguna del Pato». El nombre hace referencia a su localidad en la llanura de Sicalpa o Kulta Kucha. Esta, a su vez, hace referencia a la masiva presencia de patos en la zona.

## Historia
La laguna de Colta cuenta con una riqueza de tradición y cultura. Los indígenas puruhaes tenían estas tierras como patrimonio ancestral en donde realizaban múltiples actividades en ella.
Se cree que la laguna de Colta fue una estadía para los españoles durante la colonización española de América.[cita requerida]

## Geografía
Se localiza al suroeste de la ciudad de Riobamba, cantón Colta, y se halla a una altitud de 3328 m s. n. m.
En los últimos años se ha observado una disminución en su capacidad hídrica posiblemente por sedimentaciones. Además, esta laguna desagua subterráneamente al río Guamote.

## Clima
Cuenta con un clima frío y seco. La precipitación media anual es de 717 mm y la temperatura media anual está entre 11,5 y 12 °C. La humedad relativa de la zona es del 73%. Presenta vientos de hasta 2,6 m/s entre julio y septiembre. La época lluviosa, comprende los meses de: enero, febrero, marzo, abril, mayo, junio, octubre, noviembre, diciembre y la época seca los meses de julio, agosto y septiembre.

## Flora
Presenta árboles de marco, quishuar, yagual, aliso y otras variedades nativas. Destaca la presencia de la totora, una planta versátil con gran utilidad en la comunidad indígena actual y autóctona. Su empleo se podía realizar como alimento, materia prima para utensilios e inclusive para elaborar embarcaciones de navegación fluvial.
Las totoras suelen ser usadas como refugios y empleadas en la elaboración de nidos de casi treinta y dos especies de aves de las cuales algunas son migratorias que llegan en épocas calurosas desde el sur.

## Fauna
Se han identificado 15 diferentes especies de aves acuáticas.
Por otra parte, gracias al extenso valle se puede encontrar en las orillas a ovejas, alpacas y llamas en las pampas verdes.

## Atractivos

### Iglesia de Balbanera
Primera iglesia del Ecuador construida por mano de obra indígena Puruhá bajo la dirección de la conquista española con acabados en piedra propios de la época colonial. Esta iglesia venera a la Santísima Virgen María Natividad de Balbanera. En agosto y septiembre se realiza homenaje a esta deidad. Actualmente, junto a la iglesia se encuentra un museo nacional y a las afueras de la misma una plazoleta que sirve para actividades comerciales como celebraciones indígenas.

### Caballitos de Totora
En las fiestas de cantonización de Colta, es muy común observar las carreras de caballitos de totora. Es una tradición que se ha venido llevando durante muchos años y que se celebra en el mes de junio. Resulta muy vistoso para los visitantes observar competencias entre hombre y mujer los cuales asisten a la competencia con sus trajes típicos como nacionalidad Puruhá.
La carrera consiste en navegar manualmente por la laguna en estos caballitos de totora por aproximadamente 2,5 kilómetros de recorrido. Se maneja una inscripción gratuita y los ganadores reciben trofeos e incentivos económicos.

## Vías de acceso
Chimborazo al ser una provincia céntrica permite su acceso por varias rutas. El objetivo principal será llegar a Riobamba. Una vez en esta ciudad se redirigirá hacia la panamericana sur. A aproximadamente 20 minutos de Riobamba el viaje habrá concluido. Es importante recalcar que la laguna está junto a los rieles del tren y su gran extensión hace imposible no identificarla en el trayecto.